# ジョン・パデュー (物理学者)
ジョン・P・パデュー（John P. Perdew、1943年8月30日- ）は、アメリカ合衆国の理論物性物理学者である。固体物理学と量子化学の分野への貢献で知られている。密度汎関数理論に関する研究によって、パデューは世界で最も引用数の多い物理学者の1人となった。現在はテンプル大学で教育と研究を行っている。

## 若年期と教育
ジョン・パデューはメリーランド州カンバーランドで生まれ育った。高校で数学に対する才能を示した後、パデューは全米メリット奨学金を得て、ゲティスバーグ大学に進学した。大学では物理学への関心を深めた。
パデューは1965年にゲティスバーグ大学をスンマ・クム・ラウデの成績で卒業し、物理学のBachelor of Arts号を得た。その後、1971年にコーネル大学から物理学のPh.D.を授与された。博士課程の指導教員はJohn W. Wilkinsであった。

## 経歴
パデューは1971年から1974年までトロント大学のSy Voskoの下で、次に1975年から1977年までラトガース大学のDavid LAngrethの下で博士研究員として研究を行った。
1977年にテュレーン大学で教員となり、2013年まで務めた。テュレーン大学時代は、物理学を教え、9人のPh.D.学生と11の博士研究員に指導を行った。2007年にテュレーン大学の理工学部から卓越研究者賞を授与された。2009年にはExcellence in Professional and Graduate Teaching学長賞を受賞した。
2013年にテンプル大学に移り、理工学部の物理学および化学のローラ・H・カーネル教授と材料理論研究センターの初代の長を務めている。

## 密度汎関数理論における研究
パデューの最も良く知られている研究業績は密度汎関数理論（DFT）の分野のものである。パデューはトロント大学とラトガース大学の博士研究員時代の指導教員から広く使われるようになる前のDFTを紹介された。
パデューはDFTの初期の先駆者の1人であり、DFTが量子化学、材料科学、地球科学における計算のために十分正確となる手助けをした。パデューは交換-相関エネルギーに対する厳密な断熱接続式、導関数不連続性とその基礎（ファンダメンタル）ギャップへの寄与、汎関数のスケーリングと他の厳密な制約、自己相互作用補正、非経験的一般化勾配近似（GGA）、および非経験的meta-GGAに重要な貢献を行った。
DFT汎関数を一連の梯子の段として可視化することで、パデューは交換-相関エネルギーに対する改善された密度汎関数を構築するためのヤコブの梯子戦略を定式化した。パデューはこの理論を2000年6月に行われた量子化学国際会議（ICQC）のDFT2000シンポジウムで初めて提示し、自身がヤコブの階段と呼ぶ一連の5世代の汎関数について説明した。パデューのヤコブの梯子スキームは他のDFT研究者らによって取り上げられている。
DFTはテンプル大学でもDFTの研究を続けている。現在の研究の関心は、より良いmeta-GGAの構築、強い相関やファンデルワールス相互作用の改善された記述などにある。

## 分野への影響
パデューは世界で最も引用数の多い物理学者の1人であり、密度汎関数理論の分野でのパデューの研究の引用数は15万を超える。ある研究ではおそらくパデューが1981年から2010年の間に発表された論文で世界で最も引用された物理学者であると同定している。パデューの260を超える論文の中で、Physical Review Letters誌に1996年に掲載された『Generalized Gradient Approximation Made Simple』という論文は1996年から2010年の間で5万回以上引用され、物理学分野で最も引用された論文であった。

## 受賞歴
パデューは2011年に全米科学アカデミー会員に選出された。
- 2003年 - 国際量子分子科学アカデミー会員[11]
- 2012年 - Received Materials Theory Award from the Materials Research Society[12]
- 2015年 - フンボルト賞
- 2019年 - クラリベイト・アナリティクス引用栄誉賞
- 2025年 - ベンジャミン・フランクリン・メダル